# Novhorod-Siverskyj
Novhorod-Siverskyj (ukrajinsky Новгород-Сіверський; rusky Новгород-Северский; polsky Nowogród Siewierski; latinsky Novogardia Severiae) je město na severu Ukrajiny, asi 270 km severovýchodně od Kyjeva, 45 km od hranic s Ruskem. Leží na pravém břehu řeky Desny. Je sídlem Novohorod-siverského rajónu Černihivské oblasti. Žije zde 12 000 obyvatel.
Dějiny města sahají do 10. století, první písemná zmínka pochází z roku 1044. Od roku 1098 byl sídlem Severského knížectví, jež zaniklo pod nájezdy Polovců a Mongolů. V Novgorodu, dnes odlehlém ospalém městečku, se zachovalo několik cenných kostelů.